# Kazaczewo
Kazaczewo (bułg. Казачево) – wieś w północnej Bułgarii, w obwodzie Łowecz i gminie Łowecz.